# ناوکشنی
ناوکشنی (به لاتین: Naukšēni) یک روستا در لتونی است که در شهرداری ناوکشنی واقع شده‌است. ناوکشنی ۸۶۹ نفر جمعیت دارد.